# Dörte Lyssewski

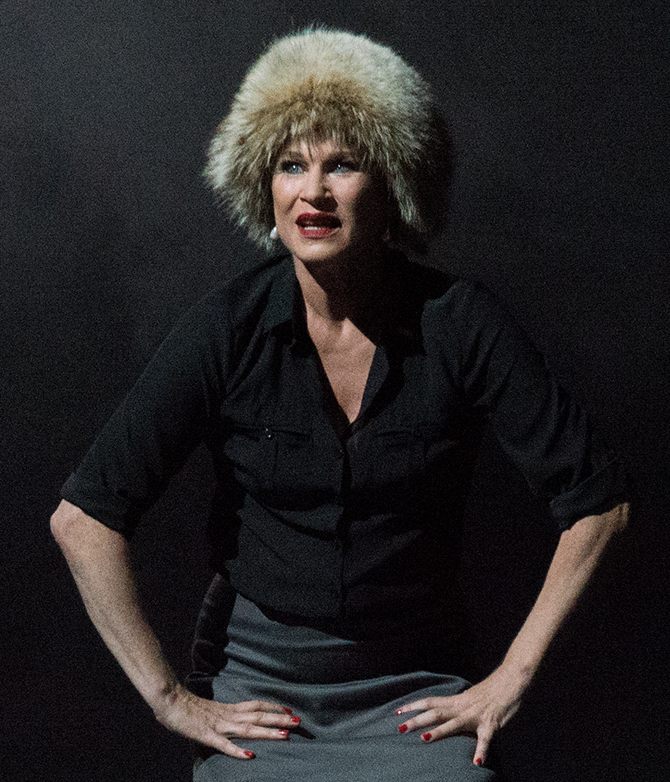
Lyssewski als Schalek in Die letzten Tage der Menschheit, Salzburger Festspiele 2014

Dörte Lyssewski (* 28. Juli 1966 in Winsen (Luhe), Niedersachsen) ist eine deutsche Schauspielerin, Hörspiel- und Synchronsprecherin.

## Leben
Dörte Lyssewski studierte von 1985 bis 1988 Schauspiel an der Hochschule für Musik und Theater Hamburg und erhielt nach dem Studium 1989 ihr erstes Engagement an der Schaubühne am Lehniner Platz in Berlin unter Intendant Peter Stein. Unter seiner Regie spielte sie hier u. a. die Warja in Der Kirschgarten von Anton P. Tschechow an der Seite von Jutta Lampe und Peter Simonischek, unter der Regie von Luc Bondy in der Uraufführung von Schlußchor von Botho Strauß und in William Shakespeares Wintermärchen.
Nach einigen Jahren als freie Schauspielerin, in denen sie u. a. am Schauspielhaus Zürich spielte, wurde sie von Intendant Matthias Hartmann im Jahr 2000 ans Schauspielhaus Bochum engagiert, wo sie bis 2005 blieb. Hier spielte sie in Inszenierungen wie Don Karlos von Friedrich Schiller Prinzessin Eboli, die Titelrolle in Hedda Gabler von Henrik Ibsen und die Charlotte in der Bühnenfassung der Wahlverwandtschaften von Goethe. Für die beiden letztgenannten Darstellungen unter der Regie von Ernst Stötzner wurde sie mit dem Gertrud-Eysoldt-Ring ausgezeichnet.
In Bochum spielte Lyssewski des Weiteren in der Uraufführung von Der Narr und seine Frau an der Seite von Tobias Moretti unter der Regie von Matthias Hartmann. 2005 war sie am Berliner Ensemble in der Strauß-Inszenierung von Die eine und die andere Luc Bondys als Tochter von Edith Clever zu sehen. 2006 spielte sie im Schauspielhaus Zürich in der Uraufführung von Yasmina Rezas Der Gott des Gemetzels unter der Regie von Jürgen Gosch. Die Inszenierung wurde für den Nestroypreis 2007 nominiert. Von 2004 bis 2009 war sie als Gast am Berliner Ensemble, am Théâtre de l’Odéon und an der Pariser Oper, am Schauspielhaus Zürich, am Deutschen Theater und an der Volksbühne am Rosa-Luxemburg-Platz engagiert.
Seit ihrem Debüt in Wyspianskis Wesele unter der Regie von Andrzej Wajda im Jahr 1992 ist Dörte Lyssewski regelmäßig bei den Salzburger Festspielen zu Gast, so 1995 und 1996 als Warja in Der Kirschgarten und 1997 in der Titelrolle von Grillparzers Libussa. Von 1999 bis 2001 stellte sie an der Seite von Ulrich Tukur die Buhlschaft im Jedermann dar.
Dörte Lyssewski ist seit der Saison 2009/2010 Ensemblemitglied am Wiener Burgtheater und war dort in dem 2007 mit dem Pulitzer-Preis ausgezeichneten Stück Eine Familie von Tracy Letts in der Regie von Alvis Hermanis als Barbara Fordham (Tochter) zu sehen. Im März 2010 übernahm sie unter der Regie von Thomas Vinterberg in dem von ihm mit seinem Co-Autor Mogens Rukov verfassten Stück Das Begräbnis die Rolle der Pia. In der Regie von Matthias Hartmann spielt sie in Wien auch regelmäßig die Alkmene in Heinrich von Kleists Lustspiel Amphitryon. Unter Alvis Hermanis spielt sie die Genia in Das weite Land und die Generalin in Platonov an der Seite von Martin Wuttke. An der Seite von Jens Harzer war sie in der Handke-Uraufführung von Die schönen Tage von Aranjuez zu sehen.
In der Spielzeit 2013–14 wirkte sie bei der Zeitzeugenproduktion Die letzten Zeugen von Doron Rabinovici und Matthias Hartmann am Wiener Burgtheater mit; die Produktion bezog sich auf die Novemberpogrome 1938, erlangte hohe Wertschätzung seitens des Publikums und der Presse und wurde zum Berliner Theatertreffen 2014 eingeladen. Am 4. September 2020 trat sie gemeinsam mit Michael Dangl beim Konzert Jeder Augenblick ist ewig von Konstantin Wecker im Theater im Park in Wien auf und las dessen Gedichte.
Neben dem Theater arbeitet Lyssewski auch in Hörproduktionen, als Synchronsprecherin (für Cate Blanchett in den Herr-der-Ringe- und Hobbit-Trilogien) und bei Film und Fernsehen.

## Filmografie (Auswahl)
- 1994: Lauras Entscheidung (TV-Film)
- 1994: Die Bartholomäusnacht (La Reine Margot)
- 1996: Fähre in den Tod (TV-Film)
- 1996: Atemlos durch die Nacht (TV-Film)
- 1997: Das Schloß
- 2001: SK Kölsch (TV-Serie, eine Folge)
- 2002: Was ist bloß mit meinen Männern los? (TV-Film)
- 2003: Tatort – Mutterliebe (TV-Reihe)
- 2004: SOKO Köln (TV-Serie, eine Folge)
- 2006: Neger, Neger, Schornsteinfeger (TV-Film)
- 2007: Contergan (TV-Film)
- 2007: Deadline – Jede Sekunde zählt (TV-Serie, eine Folge)
- 2008: Das Fremde in mir
- 2009: Sieben Tage (TV-Film)
- 2010: Den Tagen mehr Leben! (TV-Film)
- 2013: Eine unbeliebte Frau (TV-Film)
- 2013: SOKO Donau (Fernsehserie, 1 Folge)
- 2014: Boͤsterreich (Fernsehserie)
- 2014: Tatort – Ohnmacht
- 2015: Altes Geld (TV-Serie)
- 2015: Die Kanzlei, Der nächste Zug
- 2016: Der Alte – Folge 402: Die Angst danach
- 2018: Die Toten vom Bodensee – Der Wiederkehrer
- 2018: Tatort – Im toten Winkel

## Hörspiele
- 1991: Karl Günther Hufnagel: Hommage an unsere alte Lady – Regie: Ulrich Heising (Hörspiel – SFB)

## Auszeichnungen
- 2002 Beste Schauspielerin, NRW-Theatertreffen
- 2003 Beste Schauspielerin, NRW-Theatertreffen
- 2003 Josef-Kainz-Medaille der Stadt Wien
- 2003 Gertrud-Eysoldt-Ring für ihre Rollengestaltungen der Charlotte in Goethes Wahlverwandtschaften und der Hedda Gabler in Ibsens gleichnamigem Stück, Regie in beiden Inszenierungen: Ernst Stötzner
- 2004 Beste Schauspielerin, NRW-Theatertreffen
- 2012 Nestroy-Preis als beste Schauspielerin in Endstation Sehnsucht
- 2018 Nestroy-Theaterpreis 2018 – Auszeichnung in der Kategorie Beste Nebenrolle für ihre Darstellung der Annemarie Krause in Vor Sonnenaufgang am Wiener Akademietheater